# George Cecil Ives
George Cecil Ives (Alemanha, 1 de Outubro de 1867 - 4 de junho de 1950) foi um poeta, escritor, reformador da lei penal e activista dos primórdios das campanhas pelos direitos gay.

## Vida e carreira
Ives era o filho ilegítimo de um oficial do exército inglês de de uma baronesa espanhola. Foi criado pela sua avó paterna, Emma Ives em Bentworth, Hampshire e no sul de França.
Estudou em casa e no Magdalene College, em Cambridge, onde iniciou a escrita de livros de rascunhos (entre 1892 e 1949, Ives coligiu 45 volumes de livros de rascunhos, que consistiam em recortes de tópicos como assassínios, castigos, loucos, teorias de crime e castigo, travestismo, psicologia do género, homossexualidade, resultados de cricket, e cartas que escrevia a jornais).
Ives conheceu Oscar Wilde no Author´s Club, em Londres, em 1892. Wilde ficou encantado com o seu ar juvenil e persuadiu-o a cortar o bigode. Ives já estava envolvido na luta pelo fim da opressão dos homossexuais, a que ele chamava a "Causa", e ficou desapontado quando percebeu que Wilde não o auxiliria. Em 1893, Alfred Douglas, com quem Ives teve um pequeno romance, apresentou-o a vários poetas de Oxford, que Ives também tentou recrutar para a "Causa".
Em 1897, Ives fundou a Ordem de Queroneia, uma sociedade secreta para homossexuais cujo nome se refere ao local da batalha em que o Batalhão Sagrado, constituído por 150 casais de soldados tebanos homossexuais, foi finalmente aniquilado em 338 AC por Alexandre, o Grande. Entre os membros da Ordem contavam-se Charles Kains Jackson, Samuel Elsworth Cottam, Montague Summers, e John Gambril Nicholson, suspeitando-se que Carles Robert Ashbee e Alfred Edward Housman também fossem membros. Nos seus volumosos escritos, Ives refere-se a Walt Whitman como "O Profeta", e incluiu versos da sua poesia nas cerimónias rituais da Ordem.
No mesmo ano, Ives visitou Edward Carpenter em Millthorpe, no que marcou o início da sua grande amizade. Em 1914, Ives, em conjunto com Carpenter, Magnus Hirschfeld, Laurence Housman e outros, fundou a British Society for the Study of Sex Psychology ("Sociedade Britânica para o Estudo da Psicologia Sexual"). Foi também mantendo contacto com outros psicólogos progressistas como Havelock Ellis e o Professor Cesare Lombroso.
Os temas abordados pela Sociedade em conferências e publicações incluiam: a promoção do estudo científico do exo e uma atitude mais racional em relação aos comportamentos sexuais; problemas e questões relacionadas com a psicologia sexual do ponto de vista médico, jurídico e social; contracepção, aborto, esterilização (procedimento cirúrgico), doenças venéreas, e os vários aspectos da prostituição. Em 1931, a organização passou a designar-se British Sexological Society, tendo Ives desempenhado o papel de arquivista na Sociedade, cuja documentação está agora à guarda do Harry Ransom Center, na Universidade do Texas, em Austin.
Ives visitou prisões por toda a Europa e especializou-se no estudo de métodos penais, em especial no inglês, tendo proferido conferências e publicado livros sobre o assunto.
Ao longo da sua vida, Ives teve muitos amantes, a quem chamava de "filhos". Cuidava deles, dava-lhes dinheiro e comprava-lhes casas. Viveu com mais que um amante ao mesmo tempo e alguns mantiveram-se junto dele por vários anos.

## Obra
Poesia:
- Book of Chains (1897)
- Eros' Throne (1900)

Não-ficção:
- Penal Methods in the Middle Ages (1910)
- The Treatment of Crime (1912)
- A History of Penal Methods: Criminals, Witches, Lunatics (1914)
- The Sexes, Structure, & "Extra-organic" Habits of certain Animals (1918)
- The Continued Extension of the Criminal Law (1922)
- English Prisons Today (1922) (Prefaced by G.B. Shaw)
- Graeco-Roman View of Youth (1926)
- Obstacles to Human Progress (1939)
- The Plight of the Adolescent

Ficção:
- The Missing Baronet (1914)